# Дракоша Тоша
«Дракоша Тоша» — российский анимационный сериал для дошкольников, без возрастных ограничений, выходит с 2017 года. Это единственный отечественный мультсериал, произведённый на средства частного капитала.
На данный момент уже выпущено 2 сезона мультсериала, состоящих из 52 серий. Осенью 2020 года готовится запуск третьего сезона (серии 53—78), сценарий к которому разработан Майклом Маурером — автором проектов «Черепашки-Ниндзя» и «Приключения мишек Гамми».
Мультсериал «Дракоша Тоша» транслируется на детских телеканалах «Карусель», «Мульт», «Мама», «Мультимузыка», «Ani», «Тлум HD», а также в онлайн-кинотеатрах «ivi.ru», «Megogo», «Okko», «Tvzavr», «Wink», «Кинопоиск».
С 2019 года сериал выходит на канале Discovery Kids на территории стран Ближнего Востока и Северной Африки.
В начале 2020 года «Дракоша Тоша» был выпущен на «Amazon Prime» в США и Канаде; планируется запуск на стриминговых платформах в Индии, Китае, Пакистане и на Тайване.

## Описание
Дракоша Тоша — это анимационный развлекательный сериал для детей от 3 до 5 лет в технике 2D. Метод построения серий — вертикальный, те есть каждая серия представляет собой законченную историю и содержит послание для зрителя, выполняя помимо развлекательной, ещё и воспитательную функцию. Длительность серии — 5 минут 30 секунд.
Мультсериал призван привить детям уважение к семейным ценностям, любовь к близким, учит заботиться о младших и помогать взрослым. В основе каждой серии лежит бытовая ситуация, хорошо знакомая любому ребёнку-зрителю, таким образом сериал предлагает зрителям посмотреть на все проблемы со стороны и найти выход из них в легкой игровой форме.

### Главные герои
- Дракоша Тоша — дракончик, соответствует возрасту ребёнка 9-10 лет. Мягкая игрушка, оживающая в присутствии детей. Чрезмерно уверен в себе. Дракоша Тоша утверждает, что он огнедышащий дракон, но пока ещё не вырос — он вообще любит приврать и похвастаться. Болтлив и отважен, правда большинство подвигов, о которых он рассказывает, оказываются его фантазиями. Оживает в присутствии детей сам собой и при помощи баночки с волшебными мыльными пузырями по имени Тойройчик помогает детям пройти возникающие перед ними проблемы в мире волшебной игры[20].
- Тойройчик — в человеческом мире это обычная баночка с мыльными пузырями в виде морского конька, но в волшебном она становится ожившим другом Тойройчиком, который активно принимает участие в приключениях. Не умеет говорить, всё выражает языком мыльных пузырей. Всегда возбужденный и суетливый от переизбытка энергии, невероятно активный и любопытный. Любит быть всегда первым, что, учитывая его комплектацию, дело это не легкое. Обижаясь, дуется мыльными пузырями. Очень любит внимание, но учитывая его размеры, это тоже не всегда просто[21].
- Няша — медвежонок-девочка, старшая в семье, ей 3-4 года. Няша — непоседливый и любознательный малыш. Слегка капризна и избалована, любимица отца. Гордится своим старшинством и стремится везде и всегда быть первой и правой. Няша обожает воздушные шары и мыльные пузыри, потому что они летают. Любит глазированные бамбуковые палочки. Жадновата до своих девчачьих сокровищ и игрушек, и потому часто конфликтует с братом, у которого любимое слово «Дай!»[22].
- Яша — медвежонок, младший брат Няши, 1-2 года. Знает около 10-ти слов, но самые любимые «моё» и «дай», которых вполне хватает, чтобы управлять членами семьи[23].
- Дуся — робот-нянька. Соответствует возрасту 8-9 лет, чуть младше Дракоши Тоши, но старше Няши. Появляется во втором сезоне: родители дарят её как игрушку на день рождения Яши. Дуся — очень ответственная нянька. Старается помочь всем, даже если не знает, как. Следит за режимом и безопасностью детей. Обучается на ходу всему новому и записывает новые данные в свою память. Если Дуся сталкивается с каким-то нелогическими вещами или противоречиями, она зависает: повисает над землей, повторяя фразу «Сбой данных». Работает на солнечных батарейках. В животе у Дуси имеется шкафчик с полками. При необходимости шкафчик играет роль сейфа. В шкафчике Дуся носит Яшину соску. Туда же часто Яша и Няша кладут нужные им вещи. Дуся-трансформер. Она умеет трансформироваться в машинку, самолётик, кораблик и подводную лодку.
- Мама-панда — заботливая, любящая и понимающая. В первом сезоне — закадровый персонаж, слышен только её голос за пределами детской комнаты или же виден силуэт. Во втором и третьем сезоне сериала мама становится активно действующим персонажем. Мама не работает, занимается домом, садом и детьми, но этих хлопот ей более чем достаточно.
- Папа-панда — мягкий во всех отношениях отец. Почти всегда на работе. Любит поесть и полежать на диване, отсюда излишняя мягкость фигуры. Вредная привычка — в минуты задумчивости чешет спину о стену или ближайший столб. За это над ним то и дело подшучивают. Ленив и нетороплив. В первом сезоне, как и мама, является закадровым персонажем. В втором и третьем сезоне активно участвует в действии.

### Персонажи волшебных миров
- Пират — живёт на пиратском острове, где нет других пиратов. Ссорится с рыбами за морскую территорию. У него есть корабль и пушка. Влюблён в Няшу.
- Фея Заботушка — сама доброта и забота. Живёт в заботливой стране во фруктовой саду, ходит с лейкой, любит вязать. Обладает волшебной палочкой.
- Маркиза Каприза — очаровательная капризная вредина. Обожает быть в центре внимания и крайне ревнива к конкуренции.
- Носорожка-балерина — очень застенчивая и неуклюжая девочка, влюбленная в балет. Трудолюбива и добилась не плохой техники, несмотря на грузное телосложение.
- Хомяк — хранителя секретов, сам же разочаровался в своих функциях, поэтому теперь может появляться в любой истории и стране в совершенно новых качествах. Трогательно жадноват, болезненно привязан к своему имуществу. В общении бывает резок.
- Пингвин — музыкант и профессор. Обладает прекрасными манерами. Живёт в стране мелодий, где на деревьях растут ноты — высокие и низкие, длинные и короткие.
- Зайчик-разгильдяйчик — эмоциональный и неусидчивый торопыга. Ничего не доводит до конца. Очень добрый, наивный и открытый персонаж, способный создавать проблемы на ровном месте из-за своей панической натуры и вечной торопливости.
- Торопыга и Терпение — мастера всего на свете, братья-близнецы. Мастер Терпение — зануда с рулеткой, все делает тщательно и медленно. Торопыга — полная противоположность Терпению: одет небрежно, говорит торопливо, делает все, как попало, зато быстро. Очень самоуверен.

### Дракоша Тоша. Перезагрузка
«Дракоша Тоша. Перезагрузка» — цикл, включающий 9 сезонов историй:
- «Приключения Дракоши Тоши и принцессы Гороши»;
- «Космические приключения Дракоши Тоши и его друзей»;
- «Морские приключения Дракоши Тоши и его друзей»;
- «Подземные приключения Дракоши Тоши и его друзей»;
- «Приключения Дракоши Тоши и его друзей в Счастливом городе»;
- «Загородные приключения Дракоши Тоши и его друзей»;
- «Приключения Дракоши Тоши и его друзей в будущем»;
- «Путешествия Дракоши Тоши и его друзей на качелях времени».

## Съёмочная группа
- Автор идеи: Олег Рой.
- Авторы сценария: Инга Киркиж, Семён Воронин, Светлана Мардаголимова, Анна Юдина, Иордан Кефалиди, Марина Сычёва, Наталья Степанова, Анна Романова.
- Режиссёры: Марина Мошкова, Александра Ковтун, Марина Шарова, Татьяна Мошкова, Андрей Жидков, Анна Борисова, Андрей Бахурин, Татьяна Полиектова, Ольга Полиектова, Екатерина Штурмак, Александра Аверьянова.
- Композитор: .Александр Пара
- Аранжировка: Дмитрий Бюргановский.
- Авторы персонажей: Александр Сикорский, Анна Уманец, Анатолий Смирнов (11 серия), Валерий Белов.
- Автор стихов: Екатерина Неволина, Инга Киркиж, Светлана Мардаголимова.
- Художники-постановщики: Анна Уманец, Елена Брюттен-Фирсова, Мария Мосейкина.
- Post Production: Аркадий Муратов.
- Звукорежиссёры: Игорь Яковель, Денис Душин.
- Директор картины: Надежда Кузнецова.
- Генеральный продюсер: Олег Рой.
- Генеральный директор: Людмила Вавилова.
- Продюсеры: Дарья Давыдова, Сергей Косинский, Людмила Вавилова, Сергей Поляков.

## Актёры озвучивания
| Актёр                                            | Роль                                                                        |
| ------------------------------------------------ | --------------------------------------------------------------------------- |
| Андрей Лёвин                                     | Дракоша Тоша, Песни, Рассказчик, Читает названия серий, второстепенные роли |
| Юлия Рудина                                      | Няша и Яша, Великая Вата, Фея Заботушка                                     |
| Светлана Кузнецова                               | Дуся                                                                        |
| Сергей Мардарь                                   | Паровозы, второстепенные роли                                               |
| Михаил Хрусталёв                                 | Торопыга и Терпение, Хомяк                                                  |
| Михаил Черняк                                    | Пират, Граммофон, Пингвин                                                   |
| Антон Виноградов                                 | Диктор игры, Зайчик-разгильдяйчик                                           |
| Марианна Мокшина                                 | Маркиза Каприза, Носорог-балерина                                           |
| Инга Реза                                        | Бабочки-хвастунишки                                                         |
| Владимир Маслаков, Сергей Васильев, Марина Ланда | Песни                                                                       |

## Список эпизодов
| №  | Название                    | Дата выхода      |
| -- | --------------------------- | ---------------- |
| 1  | Бесконечный день рождения   | 24 июня 2017     |
| 2  | Запретное слово             | 2 июля 2017      |
| 3  | Страна разбросанных бумажек | 7 июля 2017      |
| 4  | Пираты                      | 13 июля 2017     |
| 5  | Что такое «Ося»?            | 17 июля 2017     |
| 6  | Настроение                  | 22 июля 2017     |
| 7  | Торопыга и Терпение         | 28 июля 2017     |
| 8  | Школа заботы                | 9 августа 2017   |
| 9  | Подкроватные монстры        | 15 августа 2017  |
| 10 | Страна Упрямдия             | 24 августа 2017  |
| 11 | Сказка на ночь              | 28 августа 2017  |
| 12 | Няша-великаша               | 1 сентября 2017  |
| 13 | Леньдо                      | 7 сентября 2017  |
| 14 | Большая игра                | 9 сентября 2017  |
| 15 | За Вечными конфетами        | 12 сентября 2017 |
| 16 | Маркиза Каприза             | 19 сентября 2017 |
| 17 | Воображандия                | 22 сентября 2017 |
| 18 | Яшландия                    | 25 сентября 2017 |
| 19 | Я сам!                      | 28 сентября 2017 |
| 20 | Закаляка                    | 4 октября 2017   |
| 21 | Подариндия                  | 11 октября 2017  |
| 22 | Волшебное зеркало           | 17 октября 2017  |
| 23 | Погода на выбор             | 24 октября 2017  |
| 24 | Как разбудить Глазомера?    | 31 октября 2017  |
| 25 | Замок из песка              | 6 ноября 2017    |
| 26 | Дразнилия                   | 12 ноября 2017   |
| 27 | Чудо техники                | 16 ноября 2017   |
| 28 | Пленница                    | 22 ноября 2017   |
| 29 | Яшин сон                    | 25 ноября 2017   |
| 30 | Чей домик?                  | 30 ноября 2017   |
| 31 | Хвастливые бабочки?         | 4 декабря 2017   |
| 32 | Дикий кабачок!              | 9 декабря 2017   |
| 33 | Страна придирок!            | 13 декабря 2017  |
| 34 | Маленький большой!          | 17 декабря 2017  |
| 35 | По секрету!                 | 19 декабря 2017  |
| 36 | Чей кубик?                  | 22 декабря 2017  |
| 37 | Балерина                    | 25 декабря 2017  |
| 38 | Шумляндия                   | 27 декабря 2017  |
| 39 | Песенка                     | 2 января 2018    |
| 40 | Ик!                         | 5 января 2018    |
| 41 | Невозможное                 | 10 января 2018   |
| 42 | Командорские острова        | 17 января 2018   |
| 43 | Узелковая страна            | 20 января 2018   |
| 44 | Страна великих подвигов     | 24 января 2018   |
| 45 | Суп от слова супер          | 26 января 2018   |
| 46 | Поменятор                   | 27 января 2018   |
| 47 | Утешилия                    | 29 января 2018   |
| 48 | Смешляндия                  | 30 января 2018   |
| 49 | Лошадковый сад              | 1 февраля 2018   |
| 50 | Няшно и Тотошно             | 3 февраля 2018   |
| 51 | Недоверяндия                | 5 февраля 2018   |
| 52 | Прилипучки                  | 6 февраля 2018   |

## Признание
Мультсериал «Дракоша Тоша» является обладателем серебряной кнопки на YouTube в России. На сегодняшний день аудитория мультсериала в месяц на YouTube составляет более 60 миллионов.

## Награды и фестивали

### Награды
- 2017 — Открытый российский фестиваль анимационного кино в Суздале: диплом победителя питчинга анимационных сериалов «За лучший коммерческий потенциал»[25].
- 2018 — IX Национальная премия в сфере товаров и услуг для детей «Золотой медвежонок»: Приз в номинации «Перспектива года».
- 2018 — Всероссийский фестиваль Визуальных искусств: специальный приз генерального информационного партнёра фестиваля — видеосервиса Megogo, присужденный по итогам голосования зарегистрированных пользователей ресурса.

### Фестивали
- 2018 — SUPERTOON — Брач,  Хорватия;
- 2018 — Constantine’s Golden Coin — Ниш,  Сербия;
- 2018 — San Diego International Kids' Film Festival — Сан-Диего,  США;
- 2018 — FAN CHILE, Festival Audiovisual para Niños — Сантьяго,  Чили;
- 2018 — Biennial of Animation Bratislava — Братислава,  Словакия;
- 2018 — Cinekid — Амстердам,  Нидерланды;
- 2019 — Tehran International Animation Festival — Тегеран,  Иран;
- 2019 — Golden Kuker — София,  Болгария.